# Adesão da Finlândia à Organização do Tratado do Atlântico Norte

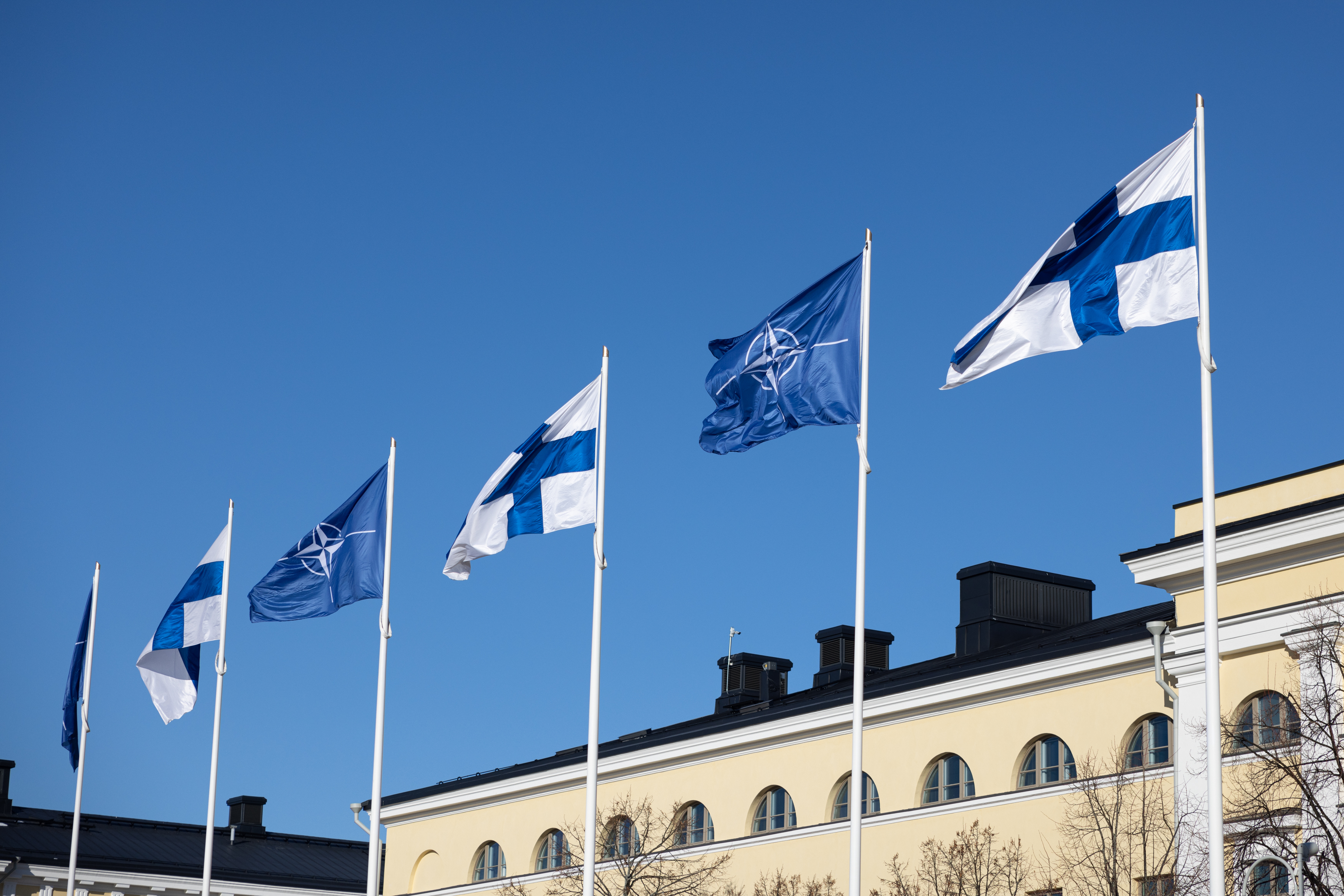
As bandeiras da Finlândia e da OTAN tremulando lado a lado.

A adesão da Finlândia à Organização do Tratado do Atlântico Norte refere-se ao processo que conduziu à integração da Finlândia como membro de pleno direito da Organização do Tratado do Atlântico Norte, concluído em 4 de abril de 2023.

## Contexto
A Finlândia participou em quase todas as sub-áreas do programa da Parceria para a Paz, e forneceu forças de manutenção de paz para missões no Afeganistão e no Kosovo.

### Finlandização
O termo Finlandização (em finlandês: suomettuminen; sueco: finlandisering) foi criado pela imprensa ocidental durante a Guerra Fria para descrever a política de neutralidade externa da Finlândia. Na opinião destes meios de comunicação social e das áreas da política internacional que propagaram este termo, aquele país nórdico, embora localizado a oeste da Cortina de Ferro, evitou tomar posição sobre assuntos que pudessem irritar a União Soviética, o que, na prática, resultou na redução da soberania política do país. De acordo com esta interpretação, a Finlândia (e, em menor grau, a Áustria) pertencia, em muitos casos, ao domínio da influência soviética, apesar de manter o seu sistema de democracia ocidental e não manter as forças soviéticas estacionadas no seu solo como os países a leste da Cortina de Ferro.

## História

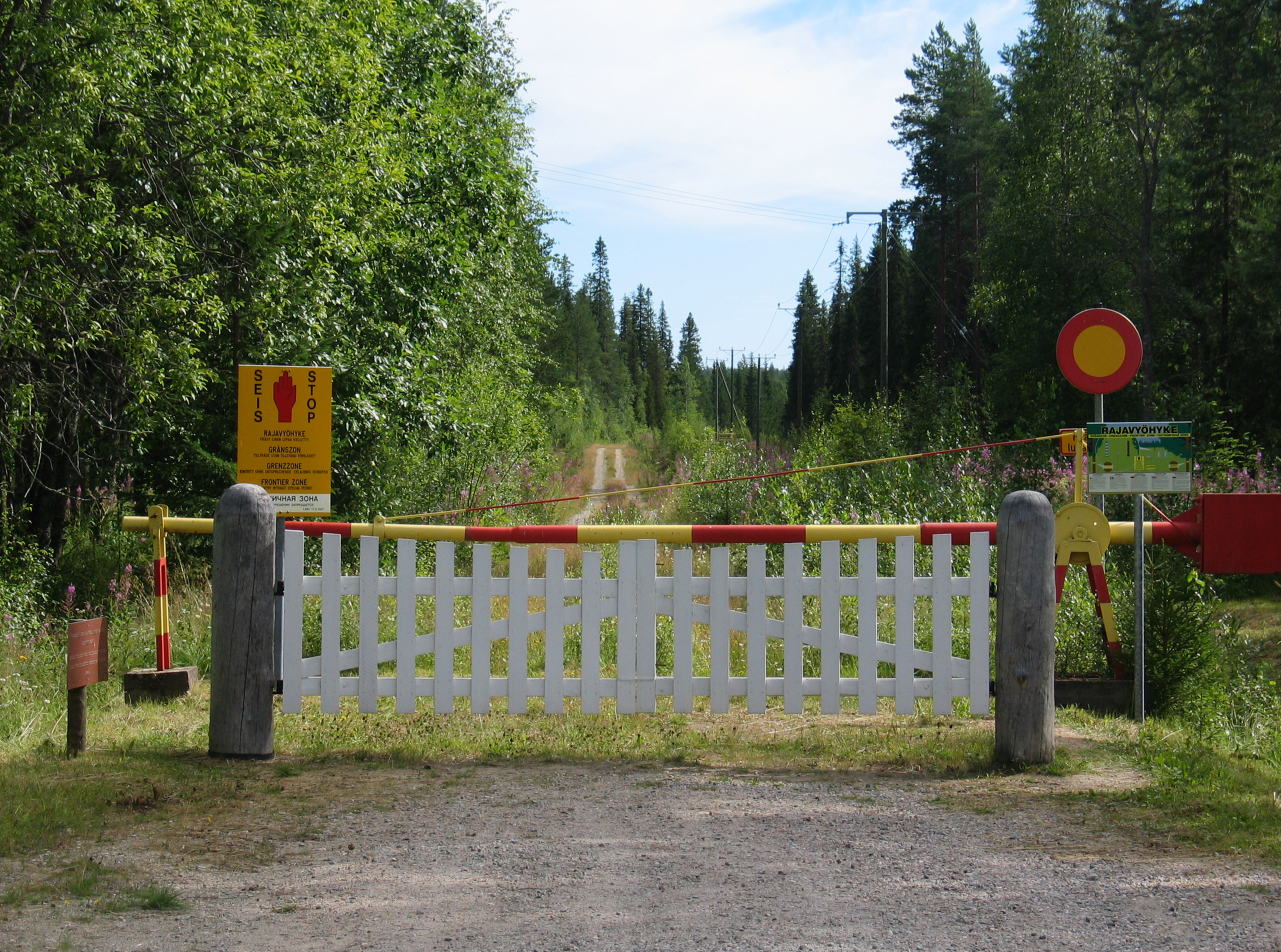
A fronteira entre a Finlândia e a Rússia é de cerca de 1.340 km (833 mi) longo.

A Finlândia participou em quase todas as subáreas do programa Parceria para a Paz e forneceu forças de manutenção da paz para as missões no Afeganistão e no Kosovo. A possibilidade de adesão da Finlândia à OTAN foi uma das questões mais importantes debatidas em relação às eleições presidenciais finlandesas de 2006 e continua a ser uma questão importante na política local. Em 2007, a Finlândia fez vários preparativos técnicos para a adesão. O interesse público na questão, no entanto, diminuiu nos anos seguintes. Em abril de 2014, enquanto Carl Haglund era Ministro da Defesa, o governo anunciou que assinaria um "Memorando de Entendimento" com a OTAN sobre a prontidão da Finlândia para receber assistência militar e ajudar a OTAN na manutenção de equipamentos. No entanto, Haglund enfatizou que este memorando não seria um passo para a adesão.
Dos principais partidos políticos finlandeses, o Partido da Coligação Nacional e o Partido Popular Sueco da Finlândia apoiam a adesão à OTAN. Em 2016, a conferência partidária do Partido da Coalizão Nacional concordou que a Finlândia deveria solicitar a adesão "nos próximos anos". Na visão do Partido Popular Sueco da Finlândia, a Finlândia será membro da OTAN em 2025. Muitos políticos individuais também defenderam a OTAN, incluindo o atual presidente Sauli Niinistö e o ex-primeiro-ministro Alexander Stubb, bem como o ex-presidente Martti Ahtisaari, que argumentou que a Finlândia deveria se juntar a todas as organizações apoiada por outras democracias ocidentais para "dar de ombros de uma vez por todas o fardo da finlandização". Dois outros ex-presidentes do Partido Social Democrata, Tarja Halonen e Mauno Koivisto, se opuseram publicamente à ideia, argumentando que a adesão à OTAN deterioraria as relações da Finlândia com a Rússia.

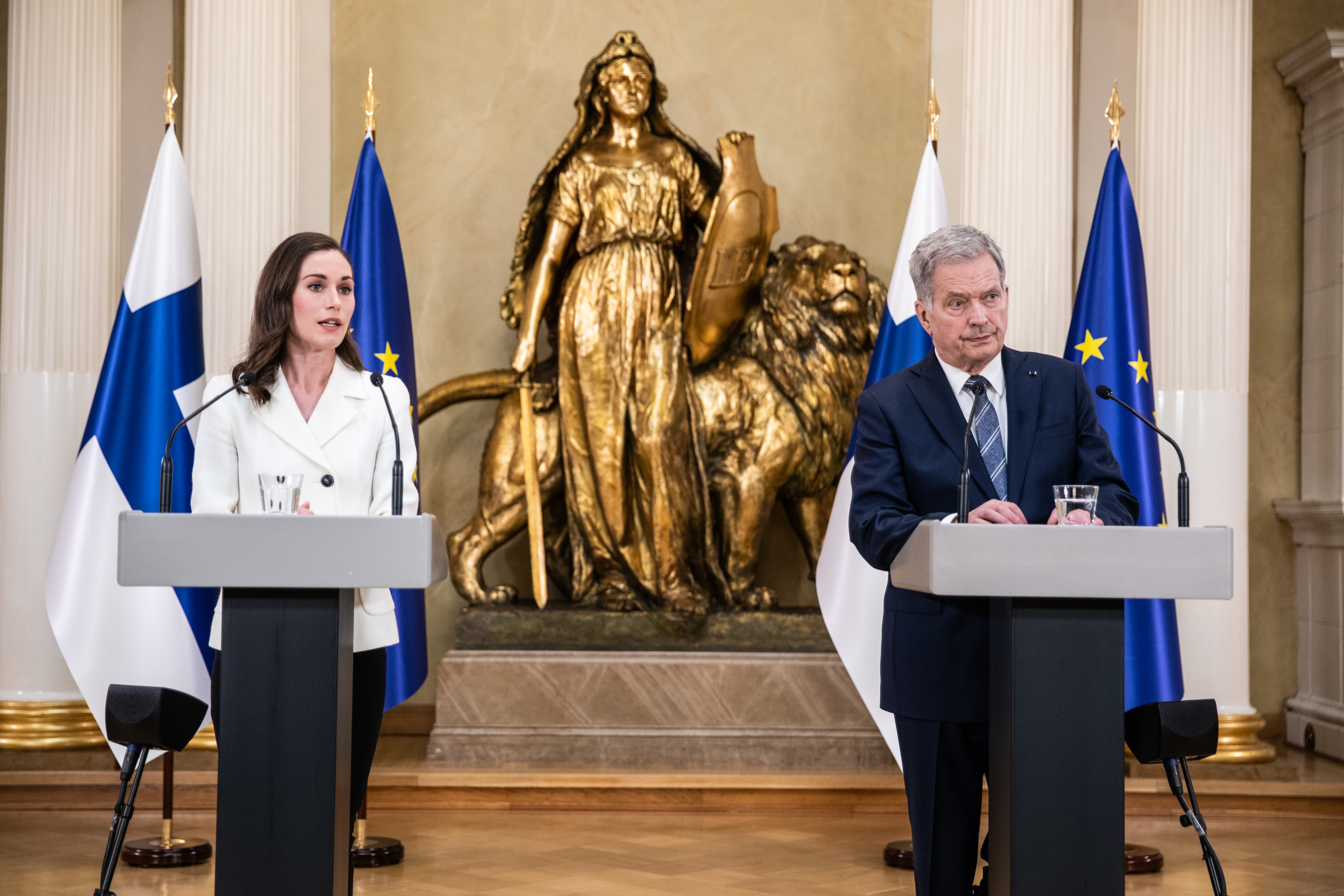
O presidente Sauli Niinistö e primeira-ministra Sanna Marin lideraram o esforço para a entrada da Finlândia na OTAN.

A Finlândia recebeu uma resposta muito crítica da Rússia por considerar a possibilidade de ingressar na OTAN, com um estudo de 2009 sugerindo que isso poderia ter repercussões nas relações da Rússia com a UE e a OTAN como um todo. Após a Guerra Russo-Georgiana de 2008, o primeiro-ministro finlandês Matti Vanhanen reiterou que a Finlândia não tinha planos de ingressar na OTAN e afirmou que a principal lição da guerra era a necessidade de laços mais estreitos com os russos. Em uma entrevista de junho de 2014 no jornal finlandês Hufvudstadsbladet, o enviado pessoal de Vladimir Putin, Sergey Alexandrovich Markov, acusou a Finlândia de extrema "russofobia" e sugeriu que a Finlândia se juntando à OTAN poderia iniciar a Terceira Guerra Mundial. Em julho de 2016, Putin declarou em uma visita à Finlândia que a Rússia aumentaria o número de tropas na fronteira Finlândia-Rússia se a Finlândia se juntasse à OTAN. Ele também alertou que a OTAN "lutaria até o último finlandês contra a Rússia".
Uma pesquisa realizada pela empresa finlandesa EVA em janeiro de 2015 descobriu que 43% dos finlandeses entrevistados se opunham à adesão à OTAN, enquanto 26% apoiavam e 32% estavam indecisos. O EVA notou uma tendência de queda no percentual de oposição que começou em 1998, incluindo um declínio acentuado após a eleição presidencial de 2012. Em março de 2014, durante a anexação da Crimeia pela Rússia, uma pesquisa mostrou que apenas 22% apoiavam a adesão, embora uma segunda mostrasse que 53% apoiariam a adesão se a liderança finlandesa o recomendasse. O apoio para uma aliança militar com a vizinha Suécia também foi alto, em 54% e a Finlândia poderia buscar um papel ampliado para o NORDEFCO. O ministro da Defesa finlandês Carl Haglund sugeriu que um referendo sobre a adesão à OTAN poderia ser realizado em algum momento após as eleições parlamentares de 2015. Uma pesquisa de outubro de 2017 mostrou que o apoio à adesão permaneceu em 22%, subindo para 33% no cenário sugerido em que a Suécia ingressaria. Outra pesquisa de dezembro de 2019 mostrou que o apoio diminuiu ainda mais para 20%, enquanto 56% se opuseram à adesão à aliança e 24% não tinham certeza.
Em janeiro de 2022, a primeira-ministra Sanna Marin disse que existia uma possibilidade real de a Finlândia se juntar à OTAN. Em 24 de fevereiro, em resposta à invasão russa da Ucrânia, ela reiterou que, embora a Finlândia "não enfrentasse atualmente uma ameaça militar imediata", a adesão à OTAN ainda era uma possibilidade, observando que "o debate sobre a adesão à OTAN na Finlândia mudará." Em 25 de fevereiro, um porta-voz do Ministério das Relações Exteriores da Rússia ameaçou a Finlândia e a Suécia com "consequências militares e políticas" se tentassem ingressar na OTAN. Ambos os países participaram da cúpula de emergência da OTAN como membros da Parceria para a Paz e ambos condenaram a invasão e prestaram assistência à Ucrânia. Após a invasão, uma pesquisa realizada em fevereiro de 2022 mostrou apoio à adesão à OTAN em 53%, oposição em 28% e 19% não tinham certeza. Após uma reunião em 1º de março de 2022 para discutir a possibilidade de se candidatar a membros de pleno direito da OTAN, a primeira-ministra Sanna Marin afirmou que ainda não havia nenhuma decisão sobre o assunto, dizendo que "uma questão tão importante precisa ser tratada minuciosamente". No entanto, no dia 15 de maio o Presidente e o Comité Ministerial concordaram que a Finlândia se candidataria a uma vaga após o Parlamento ser ouvido. 
Em 1 de março de 2023, o Parlamento da Finlândia aprovou a adesão da Finlândia à OTAN por 184 votos a favor e 7 contra, Em 31 de março de 2023, o parlamento da Turquia aprovou a candidatura da Finlândia para ingressar na Organização e, portanto, o último obstáculo à Finlândia ingressar na aliança foi superado. A Finlândia tornou-se membro da aliança em 4 de abril de 2023, exatamente 74 anos após a assinatura do Tratado do Atlântico Norte.